# Cymatellopsis ilmiana
Cymatellopsis ilmiana — вид грибів, що належить до монотипового роду  Cymatellopsis.